# Étienne Drapeau
 (septembre 2024).
 (septembre 2018).
 (décembre 2010).
Si vous disposez d'ouvrages ou d'articles de référence ou si vous connaissez des sites web de qualité traitant du thème abordé ici, merci de compléter l'article en donnant les références utiles à sa vérifiabilité et en les liant à la section « Notes et références ».
Pour les articles homonymes, voir Drapeau (homonymie).
Étienne Drapeau (né le 10 janvier 1978) est un auteur-compositeur-interprète et multi-instrumentiste québécois qui chante en français, en espagnol et en anglais. Il est conférencier, auteur de deux livres best-seller et ex-hockeyeur professionnel repêché en 1996 par le Canadien de Montréal. Il a également été membre du Conseil d'administration de l'Union des artistes.
Étienne Drapeau compte 9 albums à son actif et plus de trois millions et demi de streams par année. Ses vidéoclips dépassent les 26 millions de vues sur YouTube et il compte sur un public fidèle de 140 000 abonnés sur ses réseaux sociaux. Depuis son 1er album solo en 2006, une dizaine de ses chansons atteignent le numéro 1 des palmarès radio. Deux de ses albums atteignent le numéro 1 du palmarès des ventes au Québec : « Paroles et musique » en 2010 et « Fiesta » en 2018 pour lequel il reçoit un « Canada Latin Awards ».
Depuis son passage à Star Académie 2004, il a conquis le public avec ses albums et ses chansons à succès. Il participe à des missions humanitaires et il présente des centaines de spectacles au Québec et partout à travers le monde: République dominicaine, Cuba, Argentine, Maroc, Éthiopie, Sénégal, États-Unis, France, etc. Porte-parole de Sainte-Justine au cœur du monde et ambassadeur pour Opération Enfant Soleil, il a été honoré en 2013 à l’Assemblée nationale par le lieutenant-gouverneur du Québec pour son implication sociale auprès des Centres jeunesse du Québec.
Fort de sa plume bien reconnue, Étienne surprend en lançant en octobre 2020 son tout premier livre en carrière, « Faire le choix du bonheur », fondant du même coup sa propre maison d’édition. Dans cet ouvrage, à travers sa philosophie de vie axée sur la gratitude et la pensée positive, Étienne propose ses trucs et conseils pratiques pour être heureux et atteindre le véritable bonheur. Le livre est devenu un best-seller en l’espace de quelques mois seulement.  Son 2e ouvrage intitulé « Vivre. Aimer. Souffrir. Et recommencer » propose un regard neuf sur les épreuves et sur le sens de la vie, teinté de philosophie et de psychologie. Il est aussi devenu un best-seller à peine 3 mois après sa sortie.

## Joueur de hockey sur glace

### Carrière
Enfant, il est passionné de hockey sur glace et en 1994, Drapeau est le premier choix au total du repêchage de la Ligue de hockey junior majeur du Québec ; il est choisi par la nouvelle équipe du circuit, les Mooseheads d'Halifax. Cette saison, la nouvelle équipe termine sixième de leur division et est éliminée au premier tour des séries éliminatoires alors que Drapeau a 16 ans. Il joue un peu plus d'une saison avec l'équipe avant de rejoindre les Harfangs de Beauport, toujours dans la LHJMQ. Ces derniers terminent à la première place de leur division puis perdent en finale des séries contre les Prédateurs de Granby. Au cours des séries, Drapeau inscrit 15 points. Quelques mois plus tard, il participe au repêchage d'entrée de la Ligue nationale de hockey de 1996. Il est sélectionné par les Canadiens de Montréal au quatrième tour, le 99e jour au total.
Il ne rejoint pas pour autant la LNH et lors de la saison suivante, il change une nouvelle fois d'équipe en rejoignant les Voltigeurs de Drummondville avec qui il reste encore une fois un peu plus d'un an ; en 1997-1998, il commence avec Drumondville puis est échangé aux Tigres de Victoriaville. En 1998-1999, il joue quelques rencontres dans la LHJMQ  mais joue aussi ses premiers matchs professionnels dans l'ECHL avec les Chiefs de Johnstown. Au cours des saisons qui vont suivre, il jouera dans différents clubs d'Amérique du Nord avant de raccrocher ses patins après la saison 2001-2002.

### Statistiques
Pour les significations des abréviations, voir statistiques du hockey sur glace.
| Saison    | Équipe                      | Ligue |    | Saison régulière | Saison régulière | Saison régulière | Saison régulière | Saison régulière | Saison régulière |   | Séries éliminatoires | Séries éliminatoires | Séries éliminatoires | Séries éliminatoires | Séries éliminatoires | Séries éliminatoires |
| Saison    | Équipe                      | Ligue | PJ | B                | A                | Pts              | Pun              | +/-              | PJ               | B | A                    | Pts                  | Pun                  | +/-                  |                      |                      |
| 1994–1995 | Mooseheads d'Halifax        | LHJMQ | 63 | 26               | 35               | 61               | 121              |                  | -                | - | -                    | -                    | -                    | -                    |                      |                      |
| 1995-1996 | Mooseheads d'Halifax        | LHJMQ | 42 | 10               | 25               | 35               | 98               |                  | -                | - | -                    | -                    | -                    | -                    |                      |                      |
| 1995-1996 | Harfangs de Beauport        | LHJMQ | 28 | 8                | 12               | 20               | 37               |                  | 20               | 8 | 7                    | 15                   | 66                   | -                    |                      |                      |
| 1996-1997 | Harfangs de Beauport        | LHJMQ | 46 | 15               | 30               | 45               | 42               |                  | -                | - | -                    | -                    | -                    | -                    |                      |                      |
| 1996-1997 | Voltigeurs de Drummondville | LHJMQ | 21 | 10               | 15               | 25               | 42               |                  | 8                | 3 | 6                    | 9                    | 9                    | -                    |                      |                      |
| 1997-1998 | Voltigeurs de Drummondville | LHJMQ | 32 | 18               | 19               | 37               | 30               |                  | -                | - | -                    | -                    | -                    | -                    |                      |                      |
| 1997-1998 | Tigres de Victoriaville     | LHJMQ | 30 | 14               | 30               | 44               | 43               |                  | 6                | 1 | 3                    | 4                    | 20                   | -                    |                      |                      |
| 1998-1999 | Tigres de Victoriaville     | LHJMQ | 4  | 1                | 3                | 4                | 7                | -1               | -                | - | -                    | -                    | -                    | -                    |                      |                      |
| 1998-1999 | Chiefs de Johnstown         | ECHL  | 14 | 2                | 4                | 6                | 4                | 3                | -                | - | -                    | -                    | -                    | -                    |                      |                      |
| 1999-2000 | Pirates de Portland         | LAH   | 10 | 0                | 0                | 0                | 45               | 0                | -                | - | -                    | -                    | -                    | -                    |                      |                      |
| 1999-2000 | Admirals de Hampton Roads   | ECHL  | 46 | 10               | 12               | 22               | 167              | -6               | 10               | 2 | 3                    | 5                    | 14                   | -                    |                      |                      |
| 2000-2001 | Mallards de Quad City       | UHL   | 61 | 13               | 13               | 26               | 205              | 4                | 4                | 1 | 1                    | 2                    | 14                   | -                    |                      |                      |
| 2001-2002 | Ice Dogs de Long Beach      | WCHL  | 28 | 8                | 9                | 17               | 29               | 9                | -                | - | -                    | -                    | -                    | -                    |                      |                      |
| 2001-2002 | Sabercats de Tacoma         | WCHL  | 38 | 10               | 9                | 19               | 42               | -7               | 10               | 0 | 1                    | 1                    | 12                   | -                    |                      |                      |

## Carrière de chanteur[4]

### Débuts
Pour y parvenir, il passe par le chemin des bars et des boîtes à chansons où il faut une bonne dose de courage pour  intéresser un public davantage porté vers les conversations et les consommations que vers la chanson. Pendant trois ans, Étienne Drapeau abattra un a un les obstacles essentiels à tout artiste qui désire réussir dans le métier. Pendant trois ans, il fera la conquête d'un public qui, depuis, ne le quitte plus.
Fort de ce soutien et de cet appui, il se présente aux auditions de Star Académie 2004 et voit sa candidature retenue. Si son aventure est de courte durée, elle est tout de même résolument inspirante et stimulante pour la suite des choses. En effet, loin d'être découragé, il commence à produire lui-même ses spectacles dès l'année suivante et, tel un artiste soucieux de créer le beau et le vrai, il prépare patiemment et minutieusement son premier album.

### 2006 -1eralbum:Je l'ai jamais dit à personne
« Je l’ai jamais dit a personne » paraît ainsi en 2006. L’auteur-compositeur-interprète originaire de Québec a alors 28 ans. La pièce titre atteint la première place des palmarès radio au Québec et est choisie pour la promotion des émissions dramatiques de TVA, le plus grand réseau de télé privée au Québec. Un an plus tard, la chanson est mise en nomination à l'ADlSQ dans la catégorie « Chanson populaire de l'année ».
Loin de se reposer sur ses lauriers, Étienne Drapeau monte un spectacle à la fois intimiste et up tempo et le présente lors de sa première tournée solo aux quatre coins du Québec et du Nouveau-Brunswick, en 2007 et 2008. En plus des chansons de son premier album, il puise dans son immense répertoire construit lors de ses années de boîtes à chansons et interprète des pièces d’artistes québécois et internationaux.  Le point culminant de cette tournée est sans doute sa prestation en première partie du chanteur Dennis DeYoung, devant plus de 60 000 personnes.
La rentrée montréalaise du chanteur a lieu le 27 novembre 2007 à l’espace Del’Arte. La critique est élogieuse et l’artiste reçoit les commentaires positifs comme autant d’invitations à poursuivre sa route dans la chanson.

### 2008 -2ealbum:Étienne Drapeau (Éponyme)
En 2008, il lance son 2e album intitulé tout simplement « Étienne Drapeau », un album dont il signe la presque totalité des textes et des musiques et qui démontre son évolution et une belle maturité artistique acquise au fil des ans.
Les extraits radio de ce second album se traduisent tous par des succès aux palmarès. La chanson « Je t'aimerai », premier extrait de l'album, atteint rapidement la première position, tout comme le deuxième, « Comment battent les cœurs? » Ces deux titres sont appuyés par des vidéoclips. Enfin, une autre pièce de l'album, « Femme libérée » (reprise du succès de Cookie Dingler), fait une entrée remarquée dans les radios et connaît un vif succès au Québec.
Le spectacle qu'il présente en marge de cet album repose sur un concept acoustique qui a déjà fait ses preuves et qui est bien reçu par la critique et le public. Le chanteur collabore par ailleurs, avec de nombreux artistes, aux albums « War Child Héros » et « Quand le country dit bonjour... Vol. 2. »  En mars 2009, il participe également à la tournée de spectacles réunissant les artistes des deux albums « Quand le country dit bonjour », produits par Mario Pelchat sous l’étiquette MP3.
Ainsi, après plusieurs années d'efforts, de travail acharné et de détermination, la carrière d'Étienne Drapeau est en pleine ascension. Les années se succèdent et sont marquées par de belles réalisations, à commencer par une tournée de spectacles, en 2009, pour une quarantaine de représentations en salles, dans les festivals et sur le circuit corporatif. Cette même année, il est l'invité spécial de Lynda Lemay pour deux spectacles au mythique Olympia de Paris.

### 2010 -3ealbum:Paroles & Musique
Septembre 2010  marque le lancement de son 3e album, « Paroles et musique », sous l’étiquette MP3 Disques, qui devient numéro 1 des ventes au Québec dès la première semaine et qui s'écoulera à près de 30 000 exemplaires. Les 2 extraits radio, « Les femmes que j'ai aimées » et « T’es ma femme, t’es la plus belle », atteignent rapidement lé sommet des palmarès. « T'es ma femme, t'es la plus belle » fait également l'objet d'un vidéoclip qui devient numéro 1 sur les ondes de Musimax et qui compte maintenant plus de deux millions de visionnement sur YouTube.
D'autres réalisations s'ajoutent à la feuille de route fort bien garnie du chanteur, dont sa participation au méga spectacle du 400e de la ville de Québec ainsi que sa participation comme seul artiste invité au spectacle « La Marche bleue » pour le retour des Nordiques, la création de la chanson « Être femme » qu'il écrit pour l'album  « Toi l’inoubliable », de Marie-Élaine Thibert et, en janvier et février 2012, son rôle de Don Carlos dans la populaire comédie musicale Don Juan, de Félix Gray.

### 2012 -4ealbum:Le monde est beau
Étienne Drapeau n'en délaisse pas pour autant l'écriture de nouvelles chansons, comme en témoigne la parution de « Le monde est beau » le 23 octobre 2012, son 4e album en carrière, cette fois sur l’étiquette Musicor. La pièce titre de l'album est lancée à l'été 2012 et fait l'objet d'un vidéoclip tourné au cours d'un voyage humanitaire du chanteur au Maroc alors qu’il apportait une contribution financière personnelle au Centre Ziat pour jeunes filles en difficulté à Fès afin d’assurer l’approvisionnement en eau du Centre. Étienne agissait aussi comme porte-parole de la Fondation des jeunes pour un développement durable.
Il a de plus rapporté dans ses bagages une chanson audacieuse, inspirée de l’Afrique et de ses sonorités, la chanson « Tous ensemble (Inch’Allah ) » qui représente l’ouverture d’esprit, la tolérance, l’entraide et le respect entre des êtres humains de toutes origines, races ou religions confondues.
Cette chanson, « Tous ensemble (Inch’Allah) » a d’ailleurs été choisie comme chanson officielle du Forum Planèt’ERE (forum international regroupant plusieurs centaines de personnes provenant d’une trentaine de pays, œuvrant dans le domaine de l’éducation relative à l’environnement et ayant le français comme langue de partage) qui a eu lieu en juin 2013 à Marrakech, au Maroc. Lors de la cérémonie d’ouverture, Étienne interprète la chanson, accompagné d’un chœur de 50 chanteurs multiethniques et présente également un spectacle avec un groupe d’artistes marocains lors d’une soirée culturelle. Le Forum mondial Planèt'ERE 5 précède et est relié au 7th World Environmental Education Congress (WEEC) qui s’est tenu du 9 au 14 juin 2013 à Marrakech, sous le patronage du roi du Maroc, Mohammed VI.
CENTRE NATIONAL DES ARTS - OTTAWA
Le 4 février 2013, Étienne était l’invité du ministre du Patrimoine canadien et des langues officielles, M. James Moore, pour offrir une prestation dans le cadre de la « Soirée de musique canadienne » au Centre national des arts à Ottawa.
Le samedi  16 février 2013, dans le Salon rouge de l’Assemblée nationale du Québec , le lieutenant-gouverneur du Québec , l’Honorable Pierre Duchesne a honoré Étienne Drapeau pour son implication sociale en lui remettant la médaille du jubilé de diamant de la reine Élisabeth II, médaille qui vient souligner une contribution exceptionnelle.
Pendant 5 ans, soit de 2010 à 2014, Étienne est aussi le porte-parole d’ « Une route sans fin ». Regroupant tous les Centres jeunesse du Québec, « Une route sans fin » est une randonnée à vélo qui se déroule annuellement dans plusieurs villes du Québec et dont l’objectif est de venir en aide aux jeunes en difficulté. Regroupant les 16 centres jeunesse du Québec, le projet « Une route sans fin » consistait alors en une longue randonnée à vélo se déroulant dans 11 régions du Québec, de l’Abitibi-Témiscamingue à la Côte-Nord. Une cinquantaine  de membres du personnel  des centres  jeunesse  du Québec  parcourrait plus de 1 000 km à cette occasion avec des jeunes de leur centre respectif.
Enfin, le 11 avril 2013, Étienne a fait sa première médiatique de son spectacle « Le monde est beau » au mythique Théâtre St-Denis à Montréal.

### 2014 -5ealbum:T'es toute ma vie
En septembre 2014,  Étienne présente T’es toute ma vie, son 5e album en carrière. Pour la direction artistique de cet opus, il s’est entouré de son bon ami Marc Dupré qui a également composé la musique de quelques pièces.  Au cours de l’été 2014, la pièce-titre de l’album connaît un vif succès dans les radios et atteint le numéro 1 du palmarès BDS pop-adulte, et ce, pendant plus de 5 semaines. En 2014 et 2015, Étienne fait une tournée avec  son nouveau spectacle T’es toute ma vie, afin d’aller présenter les pièces de ce nouvel opus  partout en province. Le 2e extrait de son album, la pièce Marie-moi, connaît elle aussi un vif succès en radio et est choisie pour faire la promotion-cinéma sur les ondes de TVA et de Moi & Cie.

#### Porte-parole de Sainte-Justine au cœur du monde
En 2014, Étienne devient le porte-parole de « Sainte-Justine au cœur du monde » qui a pour but de réaliser des missions en cardiologie pédiatrique avec des médecins et des spécialistes paramédicaux qui se rendent à l’étranger pour opérer des enfants malades et pour assurer un transfert d’expertise à des équipes locales. À ce jour, 11 missions de Sainte-Justine au cœur du monde ont permis de traiter au-delà de 650 enfants atteints de malformations cardiaques. En mars 2015, dans le cadre de la soirée-bénéfice visant à financer la Mission Éthiopie, Étienne a organisé un spectacle mettant en vedette les chanteuses Marie-Élaine Thibert, Nadja, Lynda Thalie ainsi que le groupe de percussions Métissage.

#### Nommé au Prix du dépassement Metro, ADISQ 2015
En octobre 2015, pour son apport à la communauté et à la Fondation de Sainte-Justine au cœur du monde, Étienne est mis en nomination par la Société Radio-Canada et l’ADISQ pour le prix du dépassement Metro remis lors du Gala ADISQ 2015. Metro a créé ce prix pour souligner l’engagement d’artistes qui se dépassent en s’investissant activement dans des causes qui leur sont chères.

#### 7th annual dc bachata, kizomba & world latin music festival
En  2015, Étienne, qui chante en français, en anglais et en espagnol, perce le marché international. Il est le chanteur invité pour l’ouverture du plus grand festival de bachata au monde, le 7TH ANNUAL DC BACHATA, KIZOMBA & WORLD LATIN MUSIC FESTIVAL, à Washington le 6 août 2015.
Il interprète alors plusieurs de ses propres chansons en espagnol inspirées de ses grands succès radio (T’es ma femme, t’es la plus belle, Je l’ai jamais dit à personne, Les femmes que j'ai aimées) ainsi que les plus grands succès bachatas d’aujourd’hui. Le vidéoclip « Eres mi reina » est déjà en ligne sur YouTube.

### 2016 - 2017 -6ealbum:Mes plus belles chansons
Le 14 février 2017, Étienne Drapeau lance un album compilation des plus belles chansons de son répertoire, tirées de ses 5 albums solo parus entre 2006 et aujourd'hui. Étienne reprend ensuite la route pour présenter, partout au Québec, son tout nouveau spectacle du même nom : « Mes plus belles chansons ».
En décembre 2016, avec l’éditeur musical Chant de mon pays, Étienne présente un livre des partitions de ses chansons souvent réclamées depuis les 10 dernières années.

### République dominicaine
En septembre et octobre 2016, Étienne s’installe en République dominicaine pour jeter les premiers jalons de sa carrière en espagnol. Il est invité à présenter ses chansons dans une multitude de chaînes de télévision et son premier extrait, « Eres mi reina », commence à jouer dans les radios du pays. En janvier 2017, Étienne retourne un autre mois en République dominicaine pour y faire le lancement de son vidéoclip « Eres mi reina » et effectuer une autre tournée des médias. Étienne commence l’enregistrement d’un album en espagnol destiné au marché international.

### 2018 -7ealbum:Fiesta
Avec un nouveau projet musical, une nouvelle année remplie de projets exaltants et un  premier album en espagnol intitulé Fiesta,  le chanteur Étienne Drapeau commence en force l’année 2018. Dès les premières notes de l’album, les rythmes latins et ensoleillés ne laissent pas indifférents. L’album est lancé le 20 février 2018 au Cabaret du Casino de Montréal.
Vivir mi vida, le premier extrait radio tiré de Fiesta, laisse planer une énergie nouvelle, plus positive et plus explosive que jamais, qui mènera Étienne vers de nouveaux sommets. Popularisée par Khaled, cette chanson originellement en français et en arabe a pris un second souffle en avril 2013, alors que Marc Anthony, star internationale de la salsa, sort une reprise en espagnol, Vivir mi vida. Depuis sa sortie, ce succès maintenant planétaire demeure un hymne rassembleur appelant à la vie, à la tolérance, à l’amour et à la fête! 
Avec la sortie de son nouvel album Fiesta, composé de 11 pièces entièrement en espagnol (dont 7 chansons originales), s’enchaînera pour Étienne Drapeau une série de spectacles au Québec, démarrant au Cabaret du Casino de Montréal les 10 et 17 mars 2018. Suivront, au printemps, des spectacles et un engagement en Argentine du 15 au 26 avril avec Le Trophée Roses des Andes, dont Étienne sera porte-parole. Il apportera son appui sur place à l’organisme [null Fundaci]ón Equinoterapia del Azul à Salta et profitera de son passage à Buenos Aires pour y performer en présentant son nouvel album et rencontrer quelques intervenants du domaine musical.

### Cuba
Une tournée se fera au Québec durant la saison estivale et Étienne Drapeau partira en octobre et novembre 2018 en tournée sur l’île de Cuba, invité par le ministère de la Culture de ce pays.  Pour la première fois de l’histoire musicale cubaine, un artiste québécois présentera une série de spectacles en espagnol dans plusieurs villes et salles de spectacles célèbres de ce pays. En vertu de l’entente signée entre Les Productions Québec-Cuba inc. et EGREM, la plus importante étiquette de musique cubaine, Étienne Drapeau sera accompagné en tournée de l’artiste cubain Enrique Alvarez et de son orchestre Charanga Latina.
Suivront ensuite de nombreux autres projets tout aussi passionnants que prolifiques pour sa carrière. L’arrivée de la quarantaine confirme à Étienne qu’il est maintenant au bon endroit avec ce projet et qu’il s’engage pour les prochaines années avec toute sa passion pour la musique qui, encore aujourd’hui, le transporte au-delà des frontières qu’il  a toujours espéré franchir.    

## Discographie
- 2006 : Je l'ai jamais dit à personne
- 2008 : Étienne Drapeau
- 2010 : Paroles & Musique
- 2012 : Le monde est beau
- 2014 : T'es toute ma vie
- 2017 : Mes plus belles chansons
- 2018 : Fiesta
- 2021 : Le pont
- 2022 : Noël amoureux

## Prix et reconnaissances
- 2018: Latin Awards Canada: Pour sa contribution et son intégration à la musique latine au Canada [5]